# Fäbodtjärnarna, Medelpad
Fäbodtjärnarna är en sjö i Sundsvalls kommun i Medelpad och ingår i Indalsälvens huvudavrinningsområde.